# Adrenalize
 (novembre 2020).
Si vous disposez d'ouvrages ou d'articles de référence ou si vous connaissez des sites web de qualité traitant du thème abordé ici, merci de compléter l'article en donnant les références utiles à sa vérifiabilité et en les liant à la section « Notes et références ».
Albums de Def Leppard
Hysteria
(1987) Retro Active
(1993)
Adrenalize est le cinquième album studio du groupe de hard rock Def Leppard, sorti en 1992.

## Autour de l'album
- Depuis sa sortie, l'album a été vendu à plus de 7 millions d'exemplaires.
- Avant la sortie de l'album, le groupe voit partir son guitariste emblématique Steve Clark, mort d'une combinaison mortelle de médicaments et d'alcool. Il a néanmoins participé à l'élaboration de l'album.
- Let's Get Rocked est le dernier morceau à avoir été composé. Le groupe souhaitait une chanson légère et festive pour le disque, et ce titre fut écrit en 48 heures. Joe Elliot a confirmé que les paroles parlent de Bart Simpson et que le motif de batterie a été piqué à LL Cool J.

## Formation
- Joe Elliott (chant)
- Phil Collen (guitare, guitare acoustique sur Tonight)
- Rick Savage (basse, guitare acoustique sur Tonight)
- Rick Allen (batterie)

## Liste des pistes
| No  | Titre                               | Auteur                                | Durée |
| --- | ----------------------------------- | ------------------------------------- | ----- |
| 1.  | Let's Get Rocked                    | Collen, Elliott, Lange, Savage        | 4:56  |
| 2.  | Heaven is                           | Collen, Elliott, Lange, Savage, Clark | 3:37  |
| 3.  | Make Love Like a Man                | Collen, Elliott, Lange, Clark         | 4:13  |
| 4.  | Tonight                             | Collen, Elliott, Lange, Savage, Clark | 4:03  |
| 5.  | White Lightning                     | Collen, Elliott, Lange, Savage        | 7:37  |
| 6.  | Stand Up (kick love into motion)    | Collen, Elliott, Lange, Clark         | 4:31  |
| 7.  | Personal Property                   | Collen, Elliott, Lange, Savage        | 4:20  |
| 8.  | Have You Ever Needed Someone So Bad | Collen, Elliott, Lange                | 5:25  |
| 9.  | I Wanna Touch U                     | Collen, Elliott, Lange, Savage, Clark | 3:16  |
| 10. | Tear It Down                        | Collen, Elliott, Clark, Savage        | 3:38  |

## Single(s)

### 1992
- Let's Get Rocked (mars)
- Make Love Like a Man (juin)
- Have You Ever Needed Someone So Bad (septembre)
- Stand Up (Kick Love into Motion) (décembre) (USA)

### 1993
- Heaven is (Royaume-Uni) (janvier)
- Tonight (mars)
- I Wanna Touch U (juin) (Canada)